# Roller freestyle ai World Skate Games
Il roller freestyle è inserito nel programma dei World Skate Games dalla seconda edizione che si è svolta nel 2019.

## Edizioni
| Giochi | Anno | Sede         | Gare |
| ------ | ---- | ------------ | ---- |
| II     | 2019 | Barcellona   | 2    |
| III    | 2022 | Buenos Aires | 6    |
| IV     | 2024 | Roma         | 10   |

## Medagliere complessivo
Aggiornato alla quarta edizione
| Posiz. | Nazione     | Oro | Argento | Bronzo | Totale |
| ------ | ----------- | --- | ------- | ------ | ------ |
| 1      | Giappone    | 5   | 7       | 5      | 17     |
| 2      | Francia     | 4   | 4       | 1      | 9      |
| 3      | Spagna      | 4   | 0       | 4      | 8      |
| 4      | Brasile     | 2   | 4       | 1      | 7      |
| 5      | Cile        | 1   | 1       | 1      | 3      |
| 6      | Regno Unito | 1   | 0       | 1      | 2      |
| 7      | Svizzera    | 1   | 0       | 0      | 1      |
| 8      | Stati Uniti | 0   | 1       | 0      | 1      |
| 8      | Polonia     | 0   | 1       | 0      | 1      |
| 10     | Francia     | 0   | 0       | 1      | 1      |
| 10     | Australia   | 0   | 0       | 1      | 1      |
| 10     | Lettonia    | 0   | 0       | 1      | 1      |
| 10     | Paesi Bassi | 0   | 0       | 1      | 1      |
| 10     | Italia      | 0   | 0       | 1      | 1      |
| Totale | Totale      | 18  | 18      | 18     | 54     |